# Saint-Vincent-sur-Graon
Saint-Vincent-sur-Graon és un municipi francès situat al departament de Vendée i a la regió de País del Loira. L'any 2007 tenia 1.290 habitants.

## Demografia

### Població
El 2007 la població de fet de Saint-Vincent-sur-Graon era de 1.290 persones. Hi havia 492 famílies de les quals 100 eren unipersonals (54 homes vivint sols i 46 dones vivint soles), 175 parelles sense fills, 167 parelles amb fills i 50 famílies monoparentals amb fills.
La població ha evolucionat segons el següent gràfic:
Habitants censats

### Habitatges
El 2007 hi havia 708 habitatges, 504 eren l'habitatge principal de la família, 181 eren segones residències i 23 estaven desocupats. 686 eren cases i 9 eren apartaments. Dels 504 habitatges principals, 408 estaven ocupats pels seus propietaris, 88 estaven llogats i ocupats pels llogaters i 8 estaven cedits a títol gratuït; 5 tenien una cambra, 15 en tenien dues, 86 en tenien tres, 149 en tenien quatre i 249 en tenien cinc o més. 392 habitatges disposaven pel capbaix d'una plaça de pàrquing. A 224 habitatges hi havia un automòbil i a 254 n'hi havia dos o més.

### Piràmide de població
La piràmide de població per edats i sexe el 2009 era:
| Homes | Edats   | Dones |
| ----- | ------- | ----- |
| 0     | 95 o +  | 0     |
| 0     | 90 a 94 | 4     |
| 4     | 85 a 89 | 0     |
| 4     | 80 a 84 | 4     |
| 12    | 75 a 79 | 20    |
| 44    | 70 a 74 | 32    |
| 44    | 65 a 69 | 16    |
| 24    | 60 a 64 | 48    |
| 20    | 55 a 59 | 24    |
| 32    | 50 a 54 | 28    |
| 44    | 45 a 49 | 44    |
| 48    | 40 a 44 | 16    |
| 32    | 35 a 39 | 36    |
| 44    | 30 a 34 | 48    |
| 44    | 25 a 29 | 24    |
| 36    | 20 a 24 | 28    |
| 41    | 15 a 19 | 24    |
| 36    | 10 a 14 | 44    |
| 24    | 5 a 9   | 40    |
| 32    | 0 a 4   | 28    |

## Economia
El 2007 la població en edat de treballar era de 815 persones, 609 eren actives i 206 eren inactives. De les 609 persones actives 553 estaven ocupades (307 homes i 246 dones) i 57 estaven aturades (17 homes i 40 dones). De les 206 persones inactives 77 estaven jubilades, 68 estaven estudiant i 61 estaven classificades com a «altres inactius».

### Ingressos
El 2009 a Saint-Vincent-sur-Graon hi havia 512 unitats fiscals que integraven 1.263,5 persones, la mediana anual d'ingressos fiscals per persona era de 16.728 €.

### Activitats econòmiques
Dels 41 establiments que hi havia el 2007, 1 era d'una empresa extractiva, 2 d'empreses alimentàries, 2 d'empreses de fabricació d'altres productes industrials, 13 d'empreses de construcció, 6 d'empreses de comerç i reparació d'automòbils, 1 d'una empresa de transport, 2 d'empreses d'hostatgeria i restauració, 1 d'una empresa financera, 11 d'empreses de serveis, 1 d'una entitat de l'administració pública i 1 d'una empresa classificada com a «altres activitats de serveis».
Dels 12 establiments de servei als particulars que hi havia el 2009, 2 eren tallers de reparació d'automòbils i de material agrícola, 2 paletes, 1 guixaire pintor, 2 fusteries, 4 lampisteries i 1 perruqueria.
L'únic establiment comercial que hi havia el 2009 era una fleca.
L'any 2000 a Saint-Vincent-sur-Graon hi havia 65 explotacions agrícoles que ocupaven un total de 4.848 hectàrees.

## Equipaments sanitaris i escolars
El 2009 hi havia una escola elemental.

## Poblacions més properes
El següent diagrama mostra les poblacions més properes.